# Leuchtenberg
Leuchtenberg is een gemeente in de Duitse deelstaat Beieren, en maakt deel uit van het Landkreis Neustadt an der Waldnaab. Leuchtenberg telt 1.129 inwoners.

## Geschiedenis
Altenstadt a.d.Waldnaab ·
Bechtsrieth ·
Eschenbach i.d.OPf. ·
Eslarn ·
Etzenricht ·
Floß ·
Flossenbürg ·
Georgenberg ·
Grafenwöhr ·
Irchenrieth ·
Kirchendemenreuth ·
Kirchenthumbach ·
Kohlberg ·
Leuchtenberg ·
Luhe-Wildenau ·
Mantel ·
Moosbach ·
Neustadt am Kulm ·
Neustadt a.d.Waldnaab ·
Parkstein ·
Pirk ·
Pleystein ·
Pressath ·
Püchersreuth ·
Schirmitz ·
Schlammersdorf ·
Schwarzenbach ·
Speinshart ·
Störnstein ·
Tännesberg ·
Theisseil ·
Trabitz ·
Vohenstrauß ·
Vorbach ·
Waidhaus ·
Waldthurn ·
Weiherhammer ·
Windischeschenbach